# Chaetonotus aegilonensis
Chaetonotus aegilonensis is een buikharige uit de familie Chaetonotidae. De wetenschappelijke naam van de soort werd in 1992 voor het eerst geldig gepubliceerd door Balsamo, Todaro & Tongiorgi. De soort wordt in het ondergeslacht Chaetonotus geplaatst.